# Љубав на продају
Љубав на продају (шп. Amores de mercado) колумбијска-америчка је теленовела, продукцијске куће Телемундо, снимана 2006.
У Србији је емитована 2008. на телевизији Авала.

## Синопсис
Иако се Лусија и Дијего никада нису срели, имају исту сврху живота и желе да постигну све оно што никада нису успели имати: срећну породицу и истинску и аутентичну љубав.
Усред њихове међусобне потраге за срећом, они тренутно живе најтеже тренутке својих живота. То је врме када се њихове судбине крећу укрштати и стварају љубав коју су обоје толико жељно очекивали.
Међутим, као и увек, постоји један проблем који ће их спречити ка достизању комплетне среће. Лусија је удата и има сина. Без обзира што ју је муж оженио само због новца и упркос чињеници да је пре пет година изрежирао сопствену отмицу како би омогућио себи на неодређено време миран живот са другом женом без Лусијиног знања, када сазна за однос Лусије и Дијега одлучује се вратити у њихов живот и испречи се њиховој љубави.

## Улоге
| Глумац:              | Улога:                         |
| -------------------- | ------------------------------ |
| Паола Реј            | Лусија Мартинез                |
| Мичел Браун          | Дијего „Ел Рајо“ Валдез        |
| Маурисио Ислас       | Фернандо Лејра / Антонио       |
| Хорхе Као            | Нестор Саватер                 |
| Хуан Пабло Шак       | Мануел Медрано                 |
| Ванеса Виљела        | Моника Саватер / Ракел Саватер |
| Салвадор дел Солар   | Еулалио Окандо                 |
| Лули Боса            | Мерседес Мартинез              |
| Хулијо дел Мар       | Бенхамин Салинас               |
| Силвио Анхел'        | Луис Лејра                     |
| Силвија де Диос      | Фани                           |
| Раул Гутјерез        | Свештеник Пабло                |
| Кристијан Тапан      | Херардо                        |
| Ђули Гилиберти       | Кристина Морено                |
| Кармен Виљалобос     | Бети Гутијерез                 |
| Дијана Нејра         | Андреа Гутјерез                |
| Наталија Бедоја      | Жулијет                        |
| Леонор Аранго        | Марија Елвира Санчез           |
| Шармел Алтамирано    | Марта                          |
| Дидијер Ван Дер Хове | Роберто Гутјерез               |
| Алфредо Ахнерт       | Иринеа                         |
| Рамон Кабрер         | Хулио                          |
| Дафне Падиља         | Лаура Морено                   |
| Лаура Перико         | Наталија Аламо                 |
| Ђонатан Ислас        | Давид Миралвез                 |